# تافتشنا
تفتشنا (بالإنجليزية: TAFTCHNA)‏ هي جماعة قروية تابعة لإقليم زاكورة ضمن جهة درعة تفيلالت بالمغرب. بلغ مجموع عدد سكان تفتشنا حسب إحصاءات 2004 حوالي 4787 نسمة يعيشون في 601 أسرة.

## إحصاء عام
| السنة | عدد السكان | عدد الأسر | عدد الأجانب |
| ----- | ---------- | --------- | ----------- |
| 1994  | 3850       | 442       | °°°°        |
| 2004  | 4787       | 601       | 0           |

من دواوير جماعة تفتشنا نجد ثلاث دواوير
أيت حمد وأيت التاجر وأيت لحس الذي توجد به الجماعة القروية لتفتشنا